# Serbiens ishockeyförbund
Serbiens ishockeyförbund ordnar med organiserad ishockey i Serbien. Serbien inträdde 2007 i IIHF, som räknar förbundet som efterträdare till Jugoslavien, som inträdde i IIHF den 1 januari 1939.

### Fotnoter
1. ↑  ”Serbia”. International Ice Hockey Federation. http://www.iihf.com/iihf-home/countries/serbia.html. Läst 9 april 2012.